# Rhombothyria flavicosta
Rhombothyria flavicosta är en tvåvingeart som beskrevs av Wulp 1891. Rhombothyria flavicosta ingår i släktet Rhombothyria och familjen parasitflugor. Inga underarter finns listade i Catalogue of Life.